# Filmåret 1986

## Händelseer

### Mars
- 24 mars – Oscarsgalan äger rum i Hollywood.[1]

### December
- 15 december – Statistik från Svenska Filminstitutet visar att svenska filmer svarade för 26 % av marknadsandelen i Sverige under 1985-1986, vilket innebär ett av de bästa åren för svensk film sedan statistik började föras 1963.[1]

### Okänt datum
- Den amerikanske porrskådespelaren John Holmes smittas med HIV.

## Academy Awards, Oscar: (i urval)
| Kategori                  | Vinnare                                       |
| ------------------------- | --------------------------------------------- |
| Bästa film                | Plutonen (Platoon)                            |
| Bästa regi                | Oliver Stone (Plutonen)                       |
| Bästa manliga huvudroll   | Paul Newman (The Color of Money - Revanschen) |
| Bästa kvinnliga huvudroll | Marlee Matlin (Bortom alla ord)               |
| Bästa manliga biroll      | Michael Caine (Hannah och hennes systrar)     |
| Bästa kvinnliga biroll    | Dianne Wiest (Hannah och hennes systrar)      |
| Bästa utländska film      | De aanslag (Nederländerna)                    |

Se här för komplett lista

## Årets filmer

### A - G
- Aliens[2]
- Alla vi barn i Bullerbyn[3]
- Amorosa
- Anastasia
- Bortom alla ord
- Bröderna Mozart[4]
- Captain EO
- Caspar David Friedrich - tidens gränser av Peter Schamoni
- Cobra
- The Color of Money - Revanschen
- Courage
- Crossroads
- Demoner
- Den gröna strålen
- Dokument Fanny och Alexander
- En tavla för mycket
- Fira med Ferris
- From Beyond

### H - N
- Heartbreak Ridge
- Hem dyra hem
- Highlander
- Hårda bud
- Hårga
- Härom natten
- I lagens namn
- Jean de Florette
- A Judgement in Stone[5]
- Jumpin' Jack Flash
- Jönssonligan dyker upp igen[6]
- Karate Kid II: Mästarprovet[7]
- Kroppskontakt av värsta graden
- Labyrint
- Lady Jane
- Liftaren
- Little Shop of Horrors
- Lumpen
- Manhunter
- Min pappa är Tarzan
- Mission, The
- Morrhår och ärtor
- Neptun-festen
- No Retreat, No Surrender

### O - U
- Offret
- Peggy Sue gifte sig
- Plutonen[8]
- Polisskolan 3 – Begåvningsreserven[9]
- Poltergeist II - Den andra sidan
- Pretty in Pink
- Psycho III
- På liv och död
- Regalo di Natale
- Resan till Amerika[10]
- Räven
- Salvador
- Skuggor i paradiset
- Stand By Me
- Tai-Pan
- Teaterterroristerna
- Top Gun[11]

### V - Ö
- Älska mej

## Födda
- 24 januari – Mischa Barton, brittisk skådespelare.
- 11 februari – Ellen Fjæstad, svensk skådespelare.
- 19 februari – Björn Gustafsson, svensk komiker och skådespelare.
- 26 februari – Teresa Palmer, australisk skådespelare.
- 4 mars – Filip Benko, svensk skådespelare.
- 9 mars – Brittany Snow, amerikansk skådespelare.
- 10 mars – Grete Havnesköld, svensk skådespelare.
- 3 april – Amanda Bynes, amerikansk skådespelare.
- 9 april – Leighton Meester, amerikansk skådespelare.
- 6 maj – Tyler Hynes, kanadensisk skådespelare.
- 16 maj – Megan Fox, amerikansk skådespelare och fotomodell.
- 11 juni – Shia LaBeouf, amerikansk skådespelare.
- 13 juni
  - Ashley Olsen, amerikansk skådespelare.
  - Mary-Kate Olsen, amerikansk skådespelare.
- 25 juni – Megan Burns, brittisk skådespelare.
- 2 juli – Lindsay Lohan, amerikansk skådespelare.
- 8 juli – Jake McDorman, amerikansk skådespelare.
- 26 juli – Leo Hallerstam, svensk skådespelare.
- 28 juli – Sakaris Stórá, färöisk filmregissör och manusförfattare
- 31 juli – Vanessa Zima, amerikansk skådespelare.
- 12 september – Emmy Rossum, amerikansk skådespelare.
- 10 november – Josh Peck, amerikansk skådespelare.
- 26 november – Trevor Morgan, amerikansk skådespelare.

## Avlidna
- 4 januari
  - Gösta Bernhard, 75, svensk skådespelare och revyförfattare.[1]
  - Curt "Minimal" Åström, svensk skådespelare, sångare, kompositör och textförfattare.
- 20 januari – Tove Tellback, norsk skådespelare.
- 27 januari – Lilli Palmer, tysk-engelsk skådespelare.
- 7 februari – Inga Ellis, svensk skådespelare.
- 10 mars – Ray Milland, brittisk-amerikansk skådespelare.
- 30 mars – James Cagney, amerikansk skådespelare.
- 9 april – Stig Johanson, svensk skådespelare.
- 23 maj – Sterling Hayden, 70, amerikansk skådespelare.
- 26 maj – Gunnar Björnstrand, 76, svensk skådespelare.[1]
- 4 maj – Kotti Chave, finlandssvensk skådespelare.
- 3 juni – Anna Neagle, brittisk skådespelare.
- 6 juni – Marrit Ohlsson, svensk skådespelare och dansare.
- 12 juni – Henake Schubak, finländsk skådespelare.
- 13 juni – Ulla Strömstedt, svensk skådespelare.
- 3 juli – Rudy Vallée, amerikansk sångare, saxofonist, orkesterledare och skådespelare.
- 9 juli – Marietta Canty, amerikansk skådespelare.
- 25 juli – Vincente Minnelli, 76, amerikansk regissör, far till Liza Minnelli.[1]
- 6 augusti – Beppe Wolgers, svensk författare, poet, översättare, entertainer.
- 7 augusti – Kathrine Aurell, svensk-norsk författare och manusförfattare.
- 8 augusti – Margit Andelius, svensk skådespelare.
- 14 augusti – Inger Axö, svensk skådespelare och sångerska.
- 19 augusti – Georg Løkkeberg, norsk skådespelare.
- 4 september – Christer Boustedt, svensk musiker och skådespelare.
- 23 oktober – Georg Funkquist, 86, svensk skådespelare.[1]
- 23 november – Bengt Sundmark, svensk skådespelare.
- 29 november – Cary Grant, amerikansk skådespelare.[1]
- 3 december – Bengt Berger, svensk skådespelare.
- 12 december – Per-Erik Rundquist, svensk författare och manusförfattare.
- 28 december – Andrej Tarkovskij, rysk regissör, författare och skådespelare.

### Fotnoter
1. 1 2 3 4 5 6 7   Horisont 1986. Bertmarks
2. ↑  IMDB, läst 1 mars 2012
3. ↑  ”Astrid Lindgren”. http://www.astridlindgren.se/verken/filmerna/filmlista. Läst 21 mars 2011.
4. ↑  IMDB, läst 1 mars 2012
5. ↑  IMDB, läst 23 april 2012
6. ↑  IMDB, läst 29 februari 2012
7. ↑  IMDB, läst 29 februari 2012
8. ↑  IMDB, läst 1 mars 2012
9. ↑  IMDB, läst 1 mars 2012
10. ↑  IMDB, läst 1 mars 2012
11. ↑  IMDB, läst 1 mars 2012